# John R. Gillis

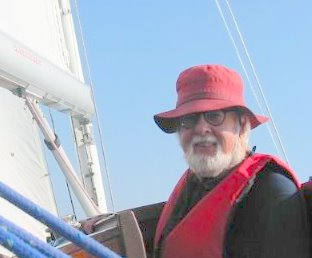
John R. Gillis

John Randall Gillis (* 13. Januar 1939 in Plainfield, New Jersey; † 7. Dezember 2021 in Berkeley, Kalifornien) war ein US-amerikanischer Historiker.

## Leben
Gillis erwarb 1960 seinen B.A. am Amherst College und 1965 an der Stanford University seinen PhD. Er arbeitete ab Ende der 1960er Jahre im sozialhistorischen Bereich und gewann 1974 mit seiner bahnbrechenden Publikation Youth and History, Tradition and Change internationales Ansehen. Deren deutsche Übersetzung ist 1980 unter dem Titel Geschichte der Jugend. Tradition und Wandel im Verhältnis der Altersgruppen und Generationen in Europa von der zweiten Hälfte des 18. Jahrhunderts bis zur Gegenwart erschienen. Gillis lenkte als Erster den Blick in eine Richtung, die heute gemeinhin als zumindest partiell richtig anerkannt wird; seine zentrale These lautet: Jugend macht ihre eigene Geschichte. In Abgrenzung zur traditionellen Forschungsmeinung, die die Geschichte der Jugend stets als Geschichte der sie beinhaltenden Gesellschaften verstand, ist seine Ansicht sehr modern und wird beispielsweise durch neuere Erkenntnisse bezüglich der (Selbst-)Sozialisation durch Medien untermauert.

## Werke
- Islands of the Mind: How the Human Imagination Created the Atlantic World (2004)
- The Prussian Bureaucracy in Crisis, 1840–60 (Stanford, 1971)
- Youth and History: Tradition and Change in European Age Relations, 1750-Present (Academic, 1975)
  - Deutsche Ausgabe: Geschichte der Jugend. Tradition und Wandel im Verhältnis der Altersgruppen und Generationen in Europa von der zweiten Hälfte des 18. Jahrhunderts bis zur Gegenwart, Weinheim/Basel 1980
- Development of European Society, 1770–1870 (Houghton Mifflin, 1977)
- For Better, For Worse: British Marriages, 1600 to the present (Oxford, 1985)
- A World of Their Own Making: Myth, Ritual, and the Quest for Family Values (Basic, 1996)